# فرودگاه لنزک
فرودگاه لنزک (به انگلیسی: Lensk Airport) یک فرودگاه همگانی است . این فرودگاه در شهر لنسک کشور روسیه قرار دارد و در ارتفاع ۲۴۴ متری از سطح دریا واقع شده است.